# پریکری
پریکری (به چکی: Příkrý) یک منطقهٔ مسکونی در جمهوری چک است که در ناحیه سمیلی واقع شده‌است.